# Mãn Châu, Bình Đông

Vị trí tại Bình Đông

Mãn Châu (tiếng Trung: 滿州鄉; bính âm: Mǎnzhōu Xiāng) là một hương (xã) của huyện Bình Đông, tỉnh Đài Loan, Trung Hoa Dân Quốc (Đài Loan). Hương có địa hình đồi núi thấp và kinh tế dựa vào nông nghiệp. Tổng diện tích của Mãn Châu là 142,2013 km², dân số vào tháng 8 năm 2011 là 8.284 người thuộc 3.050 hộ gia đình, mật độ cư trú đạt 58,3 người/km².